# Mallawan
Mallawan é uma cidade  no distrito de Hardoi, no estado indiano de Uttar Pradesh.

## Demografia
Segundo o censo de 2001, Mallawan tinha uma população de 31,778 habitantes. Os indivíduos do sexo masculino constituem 53% da população e os do sexo feminino 47%. Mallawan tem uma taxa de literacia de 54%, inferior à média nacional de 59.5%: a literacia no sexo masculino é de 62% e no sexo feminino é de 45%. Em Mallawan, 17% da população está abaixo dos 6 anos de idade.